# Cyphomyia notabilis
Cyphomyia notabilis är en tvåvingeart som först beskrevs av Walker 1856.  Cyphomyia notabilis ingår i släktet Cyphomyia och familjen vapenflugor. Inga underarter finns listade i Catalogue of Life.